# Jazbina Višnjička
Jazbina Višnjička is een plaats in de gemeente Lepoglava in de Kroatische provincie Varaždin. De plaats telt 37 inwoners (2001).